# Масгроув, Джо
Джозеф Энтони Масгроув (англ. Joseph Anthony Musgrove; 4 декабря 1992, Эль-Кахон, Калифорния) — американский бейсболист, питчер клуба Главной лиги бейсбола «Сан-Диего Падрес». Победитель Мировой серии 2017 года в составе «Хьюстон Астрос». Сыграл первый ноу-хиттер в истории «Сан-Диего Падрес».

## Карьера
Джо Масгроув родился 4 декабря 1992 года в Эль-Кахоне в Калифорнии. Он окончил старшую школу Гроссмонт и в 2011 году был выбран клубом «Торонто Блю Джейс» на драфте Главной лиги бейсбола под общим 46 номером. Масгроув отклонил предложение спортивной стипендии от университета штата в Сан-Диего и подписал контракт, получив бонус в размере 500 тысяч долларов.
Профессиональную карьеру Масгроув начал в фарм-клубе «Торонто» в Лиге Галф-Кост, сыграл в ней восемь игр с пропускаемостью 4,57. Ещё одну игру в сезоне 2011 года он провёл за «Блуфилд Блу Джейс» в Аппалачской лиге. В 2012 году Джо появился на поле в двух матчах в составе «Блуфилда», а в июле был обменян в «Хьюстон Астрос». Из-за травм вращательной манжеты плеча и связки локтя он пропустил большую часть сезонов 2012 и 2013 годов, в конце 2014 года перенёс операцию на ключице. Полностью восстановился он только к сезону 2015 года, по ходу которого дважды переводился в лигу уровнем выше. Чемпионат он закончил в составе «Корпус-Кристи Хукс». Весной 2016 года руководство «Астрос» перевело Масгроува в ААА-лигу в команду «Фресно Гриззлис».
В составе «Гриззлис» в 2016 году Джо сыграл в десяти матчах, во всех выходя стартовым питчером. Второго августа он дебютировал за «Астрос» в Главной лиге бейсбола, заменив травмированного Лэнса Маккалерса в пятом иннинге матча с «Торонто». В этой игре Масгроув сделал восемь страйкаутов, повторив рекорд лиги для реливеров-дебютантов. Всего в регулярном чемпионате 2016 года он сыграл за команду в одиннадцати матчах, одержал четыре победы при четырёх поражениях с пропускаемостью 4,06, сделав 55 страйкаутов при 16 уоках. В начале 2017 года Джо вошёл в число питчеров стартовой ротации «Хьюстона».
После удачного старта начала чемпионата 2017 года, в конце мая Масгроув получил травму. После возвращения из списка травмированных он испытывал проблемы со стабильностью и в середине июля был переведён в буллпен. К этому моменту на его счету было четыре победы при восьми поражениях с пропускаемостью 6,12. После перевода в реливеры Джо появился на поле в двадцати трёх играх, его пропускаемость в них сократилась до 1,44. В плей-офф Масгроув сыграл в семи матчах с пропускаемостью 8,10, но одержал победу в пятой игре успешной для «Хьюстона» Мировой серии против «Лос-Анджелес Доджерс». В январе 2018 года он перешёл в «Питтсбург Пайрэтс» в рамках сделки по обмену Геррита Коула.
Дебютный сезон за «Пайрэтс» Джо начал только 25 мая, пропустив его старт из-за дискомфорта в плече. Всего в чемпионате он сыграл в девятнадцати матчах в качестве стартового питчера, выиграв шесть из них при девяти поражениях. В сезоне 2019 года Масгроув провёл на поле 164,1 иннинга, одержал десять побед при двенадцати поражениях с пропускаемостью 4,49. В 2020 году он пропустил три недели регулярного чемпионата из-за воспаления правого трицепса и провёл в стартовом составе всего восемь матчей с пропускаемостью 3,86. Восстановившись, в конце сезона он сыграл два подряд матча с десятью и более страйкаутами. В январе 2021 года в рамках трёхстороннего обмена с участием «Нью-Йорк Метс» Масгроув перешёл из «Питтсбурга» в «Сан-Диего Падрес».
Девятого апреля 2021 года в матче против «Техас Рейнджерс» Масгроув сыграл ноу-хиттер, ставший первым в истории «Сан-Диего Падрес».